# Distrito de Leiria
O distrito de Leiria é um distrito português situado no centro-oeste do país e dividido entre as províncias tradicionais da Beira Litoral e da Estremadura. Limita a norte com o distrito de Coimbra, a nordeste com o distrito de Castelo Branco, a leste com o distrito de Santarém, a sul com o distrito de Lisboa e a oeste com o oceano Atlântico.
Tem uma área total de 3 515 km², sendo o 13.° distrito com a maior área de todos os distritos nacionais. Em 2023, registou uma população de 479 261 habitantes, sendo o 5.° distrito mais populoso do país. O distrito tem uma densidade populacional de 136,3 habitantes por km², que se dividem em 16 municípios e em 110 freguesias. 
A cidade de Leiria foi sede do distrito, incluindo também as dioceses de Leiria-Fátima que é sede administrativa, de Coimbra e parte do Patriarcado de Lisboa.

## Subdivisões

### Municípios
O distrito de Leiria subdivide-se nos seguintes dezasseis municípios:
- Alcobaça
- Alvaiázere
- Ansião
- Batalha
- Bombarral
- Caldas da Rainha
- Castanheira de Pera
- Figueiró dos Vinhos
- Leiria
- Marinha Grande
- Nazaré
- Óbidos
- Pedrógão Grande
- Peniche
- Pombal
- Porto de Mós

### NUTS
Na atual divisão principal do país o distrito encontra-se dividido em duas NUTS, a NUTII do Oeste e Vale do Tejo e a NUTII do Centro, distribuindo-se os seus municípios pelas NUTIII do Oeste (o qual foi integrado na nova NUTII criada em 2023) e da Região de Leiria. Em resumo:
- NUTII do Oeste e Vale do Tejo
  - Oeste
    - Alcobaça
    - Bombarral
    - Caldas da Rainha
    - Nazaré
    - Óbidos
    - Peniche
- NUTII do Centro
  - Região de Leiria
    - Alvaiázere
    - Ansião
    - Batalha
    - Castanheira de Pera
    - Figueiró dos Vinhos
    - Leiria
    - Marinha Grande
    - Pedrógão Grande
    - Pombal
    - Porto de Mós

### Cidades
- Alcobaça
- Caldas da Rainha
- Leiria
- Marinha Grande
- Peniche
- Pombal

### Vilas
- A dos Francos (Caldas da Rainha)
- Alfeizerão (Alcobaça)
- Aljubarrota (Alcobaça)
- Alvaiázere
- Ansião
- Avelar (Ansião)
- Atouguia da Baleia (Peniche)
- Batalha
- Benedita (Alcobaça)
- Bombarral
- Caranguejeira (Leiria)
- Castanheira de Pera
- Cela (Alcobaça)
- Ferrel (Peniche)
- Figueiró dos Vinhos
- Foz do Arelho (Caldas da Rainha)
- Gaeiras (Óbidos)
- Guia (Pombal)
- Juncal (Porto de Mós)
- Louriçal (Pombal)
- Maceira (Leiria)
- Mira de Aire (Porto de Mós)
- Monte Real (Leiria)
- Monte Redondo (Leiria)
- Nazaré
- Óbidos
- Pataias (Alcobaça)
- Pedrógão Grande
- Porto de Mós
- Santa Catarina (Caldas da Rainha)
- Santa Catarina da Serra (Leiria)
- São Mamede (Batalha)
- São Martinho do Porto (Alcobaça)
- Serra d'El-Rei (Peniche)
- Turquel (Alcobaça)
- Valado dos Frades (Nazaré)
- Vieira de Leiria (Marinha Grande)

## População
| Número de habitantes | Número de habitantes | Número de habitantes | Número de habitantes | Número de habitantes | Número de habitantes | Número de habitantes | Número de habitantes | Número de habitantes | Número de habitantes | Número de habitantes | Número de habitantes | Número de habitantes | Número de habitantes | Número de habitantes | Número de habitantes | Número de habitantes |
| -------------------- | -------------------- | -------------------- | -------------------- | -------------------- | -------------------- | -------------------- | -------------------- | -------------------- | -------------------- | -------------------- | -------------------- | -------------------- | -------------------- | -------------------- | -------------------- | -------------------- |
| 1864                 | 1878                 | 1890                 | 1900                 | 1911                 | 1920                 | 1930                 | 1940                 | 1950                 | 1960                 | 1970                 | 1981                 | 1991                 | 2001                 | 2011                 | 2021                 | 2023                 |
| 177.466              | 197.252              | 220.067              | 242.471              | 270.273              | 283.428              | 309.575              | 358.021              | 395.990              | 404.500              | 376.940              | 420.229              | 426.152              | 459.426              | 470.930              | 458.679              | 479.261              |

O município mais populoso é o de Leiria, que é o único com mais de cem mil habitantes. Fora Leiria, apenas Alcobaça, Caldas da Rainha e Pombal têm mais de 50 mil habitantes.
Os municípios situados no nordeste têm vindo a perder população nos últimos anos com destaque para Alvaiázere, Figueiró dos Vinhos, Pedrógão Grande e Castanheira de Pera. Leiria, Caldas da Rainha e Marinha Grande são os municípios cuja população mais tem crescido.
Leiria é o município com menor percentagem de população com mais de 65 anos.

## Histórico de Governadores
- Henrique Pereira do Vale (26 de junho de 1926 a 18 de abril de 1929)
- António Manuel Pereira (18 de abril de 1929 a 18 de fevereiro de 1930)
- José Rodrigues da Silva Mendes (18 de fevereiro de 1930 a 9 de setembro de 1931)
- Manuel José Ribeiro Ferreira (9 de setembro de 1931 a 19 de abril de 1933)
- José Rodrigues da Silva Mendes (19 de abril de 1933 a 24 de abril de 1935)
- Francisco José Valdez Trigueiros M. Patrício (26 de abril de 1935 a 25 de março de 1936)
- Mário de Vasconcelos (25 de março de 1936 a 26 de outubro de 1944)
- Acácio Sampaio Correia de Paiva (26 de outubro de 1944 a 2 de dezembro de 1947)
- Afonso Eduardo Martins Zúquete (2 de dezembro de 1947 a 29 de maio de 1951)
- João Ferreira Dias Moreira (29 de maio de 1951 a 14 de fevereiro de 1959)
- Olímpio Duarte Alves (14 de fevereiro de 1959 a 12 de novembro de 1968)
- José Damasceno Campos (20 de novembro de 1969 a 28 de fevereiro de 1974)
- Manuel dos Santos Machado (6 de março de 1974 a 25 de abril de 1974)
- Luís António de Almeida Trindade (25 de abril de 1974 a 9 de outubro de 1974)
- Joaquim da Rocha Silva (9 de outubro de 1974 a 23 de fevereiro de 1979)
- José Augusto Santos da Silva Marques (23 de fevereiro de 1979 a 21 de fevereiro de 1980)
- Rui Manuel Lemos Garcia da Fonseca (21 de fevereiro de 1980 a 16 de dezembro de 1991)
- Francisco Manuel dos Santos Coutinho (16 de dezembro de 1991 a 18 de novembro de 1995)
- Júlio da Piedade Nunes Henriques (18 de novembro de 1995 a 21 de novembro de 1996)
- Carlos Ascenso André (22 de novembro de 1996 a 30 de abril de 2002)
- José António Leitão da Silva (30 de abril de 2002 a 4 de abril de 2005)
- José Miguel Abreu de Medeiros (5 de abril de 2005 a 31 de janeiro de 2008)
- José Humberto Paiva de Carvalho (31 de janeiro de 2008 até a atualidade)

## A atividade económica
Atualmente, a dinâmica económica do distrito é, predominantemente, do tipo urbano-industrial, havendo apenas alguns municípios nos quais as condições necessárias para o arranque industrial não têm sido reunidas, continuando maioritariamente agrícolas e rurais.
De acordo com um relatório da NERLEI, Associação Empresarial de Leiria, o setor primário produz no distrito, relativamente aos totais nacionais:
- 80% de peras
- 35% de maçãs
- 20% de pêssegos
- 15% de vinhos de qualidade
- 50% de efectivos suinícolas
- 19 500 ha de pinhal em regime contínuo
- 8 200 ha de floresta comunitária
- 17% de pesca
- e uma boa parte do queijo denominado Rabaçal
Relativamente ao setor secundário, Leiria é o distrito líder no fabrico de moldes metálicos, tendo, igualmente, uma grande importância as industrias extractiva, transformadora e a construção civil.
Mesmo assim, a imagem de marca ligada ao vidro, aos plásticos, à madeira, aos têxteis e aos agroindustriais, sendo um dos distritos com maiores índices de PME/Excelência.[carece de fontes?]
A indústria encontra-se principalmente nos municípios de Leiria, Alcobaça, Marinha Grande, Pombal e Caldas da Rainha, que garantem 70% das unidades industriais do distrito e 75% do emprego neste setor.
Por sua vez, o setor terciário assume mais de 50% de todo o tecido empresarial do distrito, tendo vindo a população ativa deste sector a crescer progressivamente nos últimos anos. Este crescimento tem ocorrido sensivelmente na mesma proporção de crescimento da malha dos principais centros urbanos, situando-se já acima dos 40%.
Mais de 70% das empresas deste setor estão ligadas ao comércio, tendo os serviços uma preponderante cobertura com os principais balcões bancários, e as mais importantes seguradoras, tal como uma boa presença de empresas de transportes, de serviços de saúde privados e públicos e uma notável rede escolar da pré-primária ao superior, com vários pólos de universidades privadas e seis escolas superiores do Instituto Politécnico de Leiria, nesta cidade, nas Caldas da Rainha e em Peniche.
Também a imprensa, falada e escrita, tem no distrito delegações dos principais órgãos nacionais.

## Infraestruturas
Relativamente ao transporte ferroviário o distrito é atravessado pela Linha do Oeste, estando previsto a modernização da linha ferroviária até Caldas da Rainha.
O município de Pombal é servido pela Linha do Norte, a principal linha ferroviária portuguesa.
Quanto à rede viária, o distrito é cruzado pela A1 e pelo IC1. A8 e A17 até à cidade de Marinha Grande e A15 até à cidade de Caldas da Rainha. 
As acessibilidades aos restantes municípios são facilitadas pelo IP e IC.
Existem ainda importantes portos de pesca em Peniche e na Nazaré, a cobertura em quase todos os municípios por parques industriais e pela rede de gás natural, estando a caminho da totalidade o abastecimento de água e o saneamento básico.

## Política

### Eleições legislativas
| Ano  | %       | D       | %    | D   | %      | D      | %           | D           | %       | D       | %   | D   | %    | D  | %    | D   | %    | D   | %   | D   | %    | D    | %   | D   | %       | D       | % | D | %  | D  | %  | D  |
| Ano  | PPD/PSD | PPD/PSD | PS   | PS  | CDS-PP | CDS-PP | PCP/APU/CDU | PCP/APU/CDU | MDP/CDE | MDP/CDE | UDP | UDP | AD   | AD | FRS  | FRS | PRD  | PRD | PSN | PSN | B.E. | B.E. | PAN | PAN | PSD CDS | PSD CDS | L | L | CH | CH | IL | IL |
| ---- | ------- | ------- | ---- | --- | ------ | ------ | ----------- | ----------- | ------- | ------- | --- | --- | ---- | -- | ---- | --- | ---- | --- | --- | --- | ---- | ---- | --- | --- | ------- | ------- | - | - | -- | -- | -- | -- |
| 1975 | 35,6    | 5       | 33,2 | 5   | 6,8    | 1      | 6,4         | –           | 3,4     | –       | 1,1 | –   |      |    |      |     |      |     |     |     |      |      |     |     |         |         |   |   |    |    |    |    |
| 1976 | 31,2    | 4       | 31,1 | 4   | 19,4   | 2      | 7,3         | 1           |         |         | 1,0 | –   |      |    |      |     |      |     |     |     |      |      |     |     |         |         |   |   |    |    |    |    |
| 1979 | AD      | AD      | 23,1 | 3   | AD     | AD     | 10,8        | 1           | APU     | APU     | 1,5 | –   | 56,1 | 7  |      |     |      |     |     |     |      |      |     |     |         |         |   |   |    |    |    |    |
| 1980 | AD      | AD      | FRS  | FRS | AD     | AD     | 9,7         | 1           | APU     | APU     | 1,0 | –   | 59,7 | 7  | 22,7 | 3   |      |     |     |     |      |      |     |     |         |         |   |   |    |    |    |    |
| 1983 | 35,6    | 4       | 32,8 | 4   | 16,1   | 2      | 9,5         | 1           | APU     | APU     | 0,7 | –   |      |    |      |     |      |     |     |     |      |      |     |     |         |         |   |   |    |    |    |    |
| 1985 | 38,4    | 5       | 19,4 | 2   | 12,1   | 1      | 8,1         | 1           | APU     | APU     | 0,9 | –   | 15,4 | 2  |      |     |      |     |     |     |      |      |     |     |         |         |   |   |    |    |    |    |
| 1987 | 60,8    | 9       | 18,7 | 2   | 6,0    | –      | 5,9         | –           | 0,4     | –       | 0,5 | –   | 3,1  | –  |      |     |      |     |     |     |      |      |     |     |         |         |   |   |    |    |    |    |
| 1991 | 61,2    | 7       | 23,0 | 3   | 4,8    | –      | 4,5         | –           |         |         | –   | –   | 0,6  | –  | 1,4  | –   |      |     |     |     |      |      |     |     |         |         |   |   |    |    |    |    |
| 1995 | 43,4    | 5       | 36,7 | 4   | 11,4   | 1      | 4,5         | –           | 0,5     | –       |     |     | –    | –  |      |     |      |     |     |     |      |      |     |     |         |         |   |   |    |    |    |    |
| 1999 | 42,6    | 5       | 36,8 | 4   | 9,9    | 1      | 5,3         | –           |         |         | 0,3 | –   | 1,7  | –  |      |     |      |     |     |     |      |      |     |     |         |         |   |   |    |    |    |    |
| 2002 | 50,8    | 6       | 29,5 | 3   | 9,8    | 1      | 4,1         | –           |         |         | 2,2 | –   |      |    |      |     |      |     |     |     |      |      |     |     |         |         |   |   |    |    |    |    |
| 2005 | 39,8    | 5       | 35,6 | 4   | 8,9    | 1      | 4,6         | –           | 5,5     | –       |     |     |      |    |      |     |      |     |     |     |      |      |     |     |         |         |   |   |    |    |    |    |
| 2009 | 35,0    | 4       | 30,2 | 4   | 12,6   | 1      | 5,1         | –           | 9,5     | 1       |     |     |      |    |      |     |      |     |     |     |      |      |     |     |         |         |   |   |    |    |    |    |
| 2011 | 47,0    | 6       | 20,7 | 3   | 12,8   | 1      | 5,0         | –           | 5,4     | –       | 1,2 | –   |      |    |      |     |      |     |     |     |      |      |     |     |         |         |   |   |    |    |    |    |
| 2015 | CDS     | CDS     | 24,8 | 3   | PSD    | PSD    | 5,1         | –           | 9,7     | 1       | 1,2 | –   | 48,4 | 6  | 0,8  | –   |      |     |     |     |      |      |     |     |         |         |   |   |    |    |    |    |
| 2019 | 33,5    | 5       | 31,1 | 4   | 5,3    | –      | 4,3         | –           | 9,4     | 1       | 2,9 | –   |      |    | 0,9  | –   | 1,5  | –   | 0,9 | –   |      |      |     |     |         |         |   |   |    |    |    |    |
| 2022 | 34,7    | 4       | 35,7 | 5   | 2,1    | –      | 3,1         | –           | 4,5     | –       | 1,3 | –   | 1,0  | –  | 8,0  | 1   | 5,3  | –   |     |     |      |      |     |     |         |         |   |   |    |    |    |    |
| 2024 | AD      | AD      | 22,5 | 3   | AD     | AD     | 2,4         | –           | 35,2    | 5       | 4,3 | –   | 1,7  | –  | 2,6  | –   | 19,7 | 2   | 5,7 | –   |      |      |     |     |         |         |   |   |    |    |    |    |
| 2025 | AD      | AD      | 19,0 | 2   | AD     | AD     | 2,1         | –           | 37,1    | 5       | 1,9 | –   | 1,2  | –  | 3,5  | –   | 23,1 | 3   | 6,0 | –   |      |      |     |     |         |         |   |   |    |    |    |    |

#### Deputados Eleitos pelo Distrito de Leiria
| Eleição | Deputados                        | Deputados                        | Deputados                        | Deputados                           | Deputados                       | Deputados                       | Deputados                   | Deputados                    | Deputados                    | Deputados                  | Deputados                           | Deputados                         | Deputados                      | Deputados                      | Deputados                      | Deputados                 | Deputados                       | Deputados                    | Deputados                 | Deputados                  | Deputados | Deputados                        |
| ------- | -------------------------------- | -------------------------------- | -------------------------------- | ----------------------------------- | ------------------------------- | ------------------------------- | --------------------------- | ---------------------------- | ---------------------------- | -------------------------- | ----------------------------------- | --------------------------------- | ------------------------------ | ------------------------------ | ------------------------------ | ------------------------- | ------------------------------- | ---------------------------- | ------------------------- | -------------------------- | --------- | -------------------------------- |
| 1975    |                                  | José Ferreira Júnior (PPD)       |                                  | Tomás Oliveira Dias (PPD)           |                                 | Abílio Freitas Lourenço (PPD)   |                             | José Gonçalves Sapinho (PPD) |                              | João Manuel Ferreira (PPD) |                                     | Jorge Campinos (PS)               |                                | António Aires Rodrigues (PS)   |                                | Luís Kalidás Barreto (PS) |                                 | Vasco da Gama Fernandes (PS) |                           | Amílcar de Pinho (PS)      |           | Francisco de Oliveira Dias (CDS) |
| 1976    | José Gonçalves Sapinho (PPD)     | José Ferreira Júnior (PPD)       | Fernando Costa (PSD)             | João Manuel Ferreira (PPD)          |                                 | Vasco da Gama Fernandes (PS)    | Walter Rosa (PS)            | Rodolfo Crespo (PS)          | Telmo Ferreira Neto (PS)     |                            | Francisco de Oliveira Dias (CDS)    |                                   | Rui Pena (CDS)                 |                                | Joaquim Gomes dos Santos (PCP) |                           |                                 |                              |                           |                            |           |                                  |
| 1979    | Vítor Pereira Crespo (PSD)       |                                  | Fernando Costa (PSD)             | Francisco de Oliveira Dias (CDS)    | António Cardoso e Cunha (PSD)   |                                 | Luís Coimbra (PPM)          |                              | Reinaldo Gomes (PSD)         |                            | José Augusto da Silva Marques (PSD) | António Maldonado Gonelha (PS)    |                                | Rui Mateus (PS)                | Joaquim Gomes dos Santos (PCP) |                           | Guilherme Gomes dos Santos (PS) |                              |                           |                            |           |                                  |
| 1980    | Vítor Pereira Crespo (PSD)       | António Cardoso e Cunha (PSD)    | Fernando Costa (PSD)             | Francisco de Oliveira Dias (CDS)    |                                 | Francisco Menezes Falcão (CDS)  | Alfredo Barroso (PS)        |                              | Reinaldo Gomes (PSD)         |                            | José Augusto da Silva Marques (PSD) | António Maldonado Gonelha (PS)    |                                |                                | Joaquim Gomes dos Santos (PCP) |                           | Guilherme Gomes dos Santos (PS) |                              |                           |                            |           |                                  |
| 1983    | Vítor Pereira Crespo (PSD)       |                                  | Fernando Costa (PSD)             | José Augusto da Silva Marques (PSD) | Reinaldo Gomes (PSD)            |                                 | Almerindo Marques (PS)      |                              | Leonel de Sousa Fadigas (PS) |                            | João de Almeida Eliseu (PS)         | Hermínio Martins de Oliveira (PS) |                                | Miguel Anacoreta Correia (CDS) | Joaquim Gomes dos Santos (PCP) |                           | Francisco Menezes Falcão (CDS)  |                              |                           |                            |           |                                  |
| 1985    | Mário Raposo (PSD)               | Licínio Moreira da Silva (PSD)   | Reinaldo Gomes (PSD)             | José Augusto da Silva Marques (PSD) |                                 | Belarmino Correia (PSD)         | Carlos Melancia (PS)        | Rui Vieira (PS)              |                              | José Alberto Seabra (PRD)  |                                     | António Lopes Marques (PRD)       | Miguel Anacoreta Correia (CDS) |                                | Joaquim Gomes dos Santos (PCP) |                           |                                 |                              |                           |                            |           |                                  |
| 1987    | Vítor Pereira Crespo (PSD)       | Licínio Moreira da Silva (PSD)   | Reinaldo Gomes (PSD)             | José Augusto da Silva Marques (PSD) |                                 | Belarmino Correia (PSD)         | João Poças Santos (PSD)     |                              | José Lalanda Ribeiro (PSD)   |                            | Maria Luísa Ferreira (PSD)          |                                   | Ercília Ribeiro da Silva (PSD) |                                | José Manuel Torres Couto (PS)  |                           | Rui Vieira (PS)                 |                              |                           |                            |           |                                  |
| 1991    | Vítor Pereira Crespo (PSD)       | Arlindo de Carvalho (PSD)        | Álvaro Laborinho Lúcio (PSD)     | José Augusto da Silva Marques (PSD) | João Poças Santos (PSD)         | Belarmino Correia (PSD)         | Fernando Costa (PSD)        |                              | Elisa Damião Vieira (PS)     |                            | Rui Vieira (PS)                     | Júlio da Piedade Henriques (PS)   |                                |                                |                                |                           |                                 |                              |                           |                            |           |                                  |
| 1995    | Álvaro Laborinho Lúcio (PSD)     | João Poças Santos (PSD)          | José Nunes Liberato (PSD)        | José Augusto da Silva Marques (PSD) | Maria Luísa Ferreira (PSD)      |                                 | Henrique Neto (PS)          |                              | Rui Vieira (PS)              | Arnaldo Homem Rebelo (PS)  | Osvaldo de Castro (PS)              |                                   | Gonçalo Ribeiro da Costa (CDS) |                                |                                |                           |                                 |                              |                           |                            |           |                                  |
| 1999    | Joaquim Ferreira do Amaral (PSD) | Fernando Costa (PSD)             | Feliciano Barreiras Duarte (PSD) | José António Silva (PSD)            | Maria Ofélia Moleiro (PSD)      | Eduardo Ferro Rodrigues (PS)    | Osvaldo de Castro (PS)      | Carlos Ascenso André (PS)    | Isabel Vigia (PS)            | Celeste Cardona (CDS-PP)   |                                     |                                   |                                |                                |                                |                           |                                 |                              |                           |                            |           |                                  |
| 2002    | Joaquim Ferreira do Amaral (PSD) | Feliciano Barreiras Duarte (PSD) | José António Silva (PSD)         | Maria Ofélia Moleiro (PSD)          | Graça Proença de Carvalho (PSD) |                                 | Paulo Baptista Santos (PSD) | António Costa (PS)           | Osvaldo de Castro (PS)       | Celeste Cardona (CDS-PP)   | José Miguel Medeiros (PS)           |                                   |                                |                                |                                |                           |                                 |                              |                           |                            |           |                                  |
| 2005    | Luís Pais Antunes (PSD)          | Feliciano Barreiras Duarte (PSD) | Mário David (PSD)                | Carlos Poço (PSD)                   | Maria Ofélia Moleiro (PSD)      |                                 | Alberto Costa (PS)          | José Miguel Medeiros (PS)    | Odete João (PS)              | Osvaldo de Castro (PS)     | Teresa Caeiro (CDS-PP)              |                                   |                                |                                |                                |                           |                                 |                              |                           |                            |           |                                  |
| 2009    | Teresa Morais (PSD)              | Fernando Marques (PSD)           | Paulo Baptista Santos (PSD)      | Maria Conceição Pereira (PSD)       |                                 | Luís Amado (PS)                 | José Miguel Medeiros (PS)   | Odete João (PS)              | João Paulo Pedrosa (PS)      |                            | Assunção Cristas (CDS-PP)           |                                   | Heitor de Sousa (BE)           |                                |                                |                           |                                 |                              |                           |                            |           |                                  |
| 2011    | Teresa Morais (PSD)              | Fernando Marques (PSD)           | Feliciano Barreiras Duarte (PSD) | Maria Conceição Pereira (PSD)       |                                 | Paulo Baptista Santos (PSD)     |                             | Pedro Pimpão (PSD)           | João Paulo Pedrosa (PS)      | Basílio Horta (PS)         |                                     | Odete João (PS)                   |                                | Assunção Cristas (CDS-PP)      |                                |                           |                                 |                              |                           |                            |           |                                  |
| 2015    | Teresa Morais (PSD)              | Feliciano Barreiras Duarte (PSD) | Pedro Pimpão (PSD)               |                                     | Assunção Cristas (CDS-PP)       | Margarida Balseiro Lopes (PSD)  | José António Silva (PSD)    | Margarida Marques (PS)       | António Lacerda Sales (PS)   | José Miguel Medeiros (PS)  |                                     | Heitor de Sousa (BE)              |                                |                                |                                |                           |                                 |                              |                           |                            |           |                                  |
| 2019    | Margarida Balseiro Lopes (PSD)   | Hugo Patrício Oliveira (PSD)     | Pedro Roque (PSD)                |                                     | Olga Silvestre (PSD)            | João Gomes Marques (PSD)        |                             | Raul Miguel de Castro (PS)   | António Lacerda Sales (PS)   | Elza Pais (PS)             | João Paulo Pedrosa (PS)             | Ricardo Vicente (BE)              |                                |                                |                                |                           |                                 |                              |                           |                            |           |                                  |
| 2022    |                                  | António Lacerda Sales (PS)       |                                  | Eurico Brilhante Dias (PS)          |                                 | Catarina Sarmento e Castro (PS) |                             | Sara Velez (PS)              |                              | Salvador Formiga (PS)      |                                     | Paulo Mota Pinto (PSD)            |                                | Hugo Patrício Oliveira (PSD)   |                                | Olga Silvestre (PSD)      |                                 | João Gomes Marques (PSD)     |                           | Gabriel Mithá Ribeiro (CH) |           |                                  |
| 2024    |                                  | Telmo Faria (PSD)                |                                  | Hugo Patrício Oliveira (PSD)        |                                 | Sofia Carreira (PSD)            |                             | João Paulo Santos (PSD)      |                              | Ricardo Carvalho (PSD)     |                                     | Eurico Brilhante Dias (PS)        |                                | Ana Sofia Antunes (PS)         |                                | Walter Chicharro (PS)     |                                 | Gabriel Mithá Ribeiro (CH)   | Luís Paulo Fernandes (CH) |                            |           |                                  |
| 2025    | Margarida Balseiro Lopes (PSD)   |                                  | Gabriel Mithá Ribeiro (CH)       | Hugo Patrício Oliveira (PSD)        |                                 | Sofia Carreira (PSD)            | Luís Paulo Fernandes (CH)   | João Paulo Santos (PSD)      |                              | Ricardo Carvalho (PSD)     | Cristina Henriques (CH)             |                                   | Eurico Brilhante Dias (PS)     |                                | Catarina Louro (PS)            |                           |                                 |                              |                           |                            |           |                                  |

### Eleições Autárquicas
| Eleição | Alcobaça | Alcobaça | Alvaiázere | Alvaiázere | Ansião  | Ansião  | Batalha | Batalha | Bombarral | Bombarral | Caldas da Rainha | Caldas da Rainha | Castanheira de Pêra | Castanheira de Pêra | Figueiró dos Vinhos | Figueiró dos Vinhos | Leiria | Leiria  | Marinha Grande | Marinha Grande | Nazaré  | Nazaré  | Óbidos | Óbidos | Pedrógão Grande | Pedrógão Grande | Peniche | Peniche | Pombal | Pombal | Porto de Mós | Porto de Mós |
| ------- | -------- | -------- | ---------- | ---------- | ------- | ------- | ------- | ------- | --------- | --------- | ---------------- | ---------------- | ------------------- | ------------------- | ------------------- | ------------------- | ------ | ------- | -------------- | -------------- | ------- | ------- | ------ | ------ | --------------- | --------------- | ------- | ------- | ------ | ------ | ------------ | ------------ |
| 1976    |          | PS       |            | PS         |         | PPD     |         | PPD/PSD |           | CDS       |                  | PPD              |                     | PS                  |                     | PPD/PSD             |        | PPD     |                | PS             |         | PS      |        | PS     |                 | PPD/PSD         |         | PS      |        | PPD    |              | PPD          |
| 1979    |          | AD       |            | AD         |         | AD      |         | PPD/PSD | AD        |           | APU              | PPD              |                     | PS                  | PPD/PSD             | PPD/PSD             |        | PPD     |                |                |         | PS      |        | PS     |                 | PPD/PSD         |         |         |        | PPD    |              | PPD          |
| 1982    |          | AD       | CDS        |            | CDS     | AD      |         | PPD/PSD | CDS       |           | APU              | CDS              |                     | PS                  | PS                  | PPD/PSD             |        | PS      |                | AD             |         | PS      |        | PS     |                 | PPD/PSD         |         |         |        |        |              |              |
| 1985    |          | PPD/PSD  |            | PPD/PSD    | CDS     |         | PPD/PSD | PPD/PSD |           | PPD/PSD   | APU              | CDS              |                     | PS                  | PPD/PSD             | PPD/PSD             |        | PS      | PPD/PSD        |                |         | PS      |        | PS     |                 | PPD/PSD         |         |         |        |        |              |              |
| 1989    |          | PS       |            | PPD/PSD    | CDS-PP  |         | PPD/PSD | PS      |           | PPD/PSD   | PPD/PSD          |                  | PS                  |                     | PPD/PSD             | PPD/PSD             | CDU    | PS      | PPD/PSD        |                |         | PS      |        | PS     |                 | PPD/PSD         |         |         |        |        |              |              |
| 1993    |          | PS       | PPD/PSD    | PPD/PSD    | CDS-PP  |         | PPD/PSD | PS      |           | PPD/PSD   | PS               |                  | PS                  | PPD/PSD             | PPD/PSD             | PPD/PSD             |        | PS      | PPD/PSD        |                | PPD/PSD |         |        | PS     |                 |                 |         |         |        |        |              |              |
| 1997    |          | PPD/PSD  | PPD/PSD    | PPD/PSD    | CDS-PP  |         | PPD/PSD | PS      | PPD/PSD   | PPD/PSD   | PS               |                  | PS                  | PPD/PSD             | PS                  | PPD/PSD             |        |         | PPD/PSD        |                | PPD/PSD |         |        | PS     |                 |                 |         |         |        |        |              |              |
| 2001    |          | PPD/PSD  | PPD/PSD    | PPD/PSD    | PPD/PSD |         | PPD/PSD | PS      | PPD/PSD   | PPD/PSD   | PS               | PPD/PSD          | PS                  | PPD/PSD             | PS                  | PPD/PSD             |        |         | PPD/PSD        |                | PPD/PSD |         |        |        |                 |                 |         |         |        |        |              |              |
| 2005    |          | PPD/PSD  | PPD/PSD    | PPD/PSD    | PPD/PSD | PPD/PSD | PPD/PSD | PS      | PPD/PSD   | PPD/PSD   |                  | PPD/PSD          | CDU                 | PPD/PSD             |                     | PPD/PSD             | CDU    |         | PS             |                | PPD/PSD |         |        |        |                 |                 |         |         |        |        |              |              |
| 2009    |          | PPD/PSD  | PPD/PSD    | PPD/PSD    | PPD/PSD | PPD/PSD | PPD/PSD | PS      | PPD/PSD   | PPD/PSD   | PS               | PPD/PSD          |                     | PPD/PSD             | PS                  |                     | CDU    |         | PS             |                | PPD/PSD |         |        |        |                 |                 |         |         |        |        |              |              |
| 2013    |          | PPD/PSD  | PPD/PSD    | PPD/PSD    | PPD/PSD | PS      | PPD/PSD | PS      | PPD/PSD   | PPD/PSD   | PS               | PPD/PSD          |                     | PS                  | PS                  |                     | CDU    |         | PS             |                | PPD/PSD |         |        |        |                 |                 |         |         |        |        |              |              |
| 2017    |          | PPD/PSD  | PS         | PPD/PSD    | PPD/PSD | PS      |         | PS      |           | PPD/PSD   | PS               | PPD/PSD          | PPD/PSD             | PS                  | PS                  |                     | PS     |         | Ind.           |                | PPD/PSD | PPD/PSD |        |        |                 |                 |         |         |        |        |              |              |
| 2021    |          | PPD/PSD  | PS         | PPD/PSD    | Ind.    | PS      |         | PS      | Ind.      |           | PS               | PPD/PSD          | PS                  | PS                  |                     | Ind.                |        | PPD/PSD | Ind.           |                | PPD/PSD | PPD/PSD |        |        |                 |                 |         |         |        |        |              |              |

## Património
- Lista de património edificado no distrito de Leiria